# فرودگاه اینگرسال
فرودگاه اینگرسال (به انگلیسی: Ingersoll Airport) یک فرودگاه همگانی بهره‌برداری هوایی است که یک باند فرود آسفالت دارد و طول باند آن ۱۰۰۴ متر است. این فرودگاه در کشور ایالات متحده آمریکا قرار دارد و در ارتفاع ۲۰۸ متری از سطح دریا واقع شده‌است.